# Люк (Завьяловский район)
Люк — село в Завьяловском районе Удмуртии, административный центр Люкского сельского поселения. Расположено в 26 км к западу от центра Ижевска и в 38 км от Завьялово. Через село протекает река Люк, правый приток Ижа. Выше села по течению реки устроен небольшой пруд.
Название села происходит от названия реки, которое, в свою очередь, переводится с удмуртского языка как «груда, куча».

## История
В 1850 году в Люке была открыта деревянная церковь Святых Апостолов Петра и Павла и приход Св. Синода. Люк получает статус села. В 1863 году церковь перестраивается, а в 1912 году возводится каменная церковь. По церкви село также называлось Петропавловским.
До революции Люк был центром Люкской волости Сарапульского уезда Вятской губернии. По данным десятой ревизии в 1859 году в 39 дворах казённого села Люк при речке Люке проживало 386 человек, работало 2 мельницы и 7 кузниц.
При образовании Вотской АО, Люкская волость вошла в Ижевский уезд, был образован Люкский сельсовет. В 1924 году Люкская волость присоединяется к Советской волости, а в 1929 в результате административно-территориальной реформы волостная система управления упраздняется и Люкский сельсовет входит в Ижевский район. С 1965 года сельсовет входит в Завьяловский район.
В 1994 году сельсовет преобразуется в Люкскую сельскую администрацию, а в 2005 в Муниципальное образование «Люкское» (сельское поселение).
В 1960 году постановлением Совмина РСФСР каменная церковь Петра и Павла была закрыта. В 1979 году внесена в список объектов культурного наследия регионального значения. И только в 90-е годы снова передана верующим и начато её восстановление. Позже начато строительство деревянного храма Ризоположения Божией Матери. В настоящее время действуют оба храма.

## Экономика и социальная сфера
Главным предприятием села является СПК «Урал», преобразованный из одноимённого колхоза.
В Люке работают МОУ «Люкская средняя общеобразовательная школа», детский сад, МУЧ «Культурный комплекс „Люкский“», фельдшерско-акушерский пункт, клуб.

## Религия
- Петро-Павловский храм. Освящён в 1912 году[7]

## Родившиеся в Люке
- Зеленин, Дмитрий Константинович (1878—1954) — выдающийся русский этнограф. Так описывал своё родное село:

Село Люк русское, но кругом его много удмуртских деревень. От Ижевска до Люка считали прежде 30 верст, но по самой скверной дороге, какую только можно себе представить. За свою жизнь я проехал летом на конях много тысяч километров в разных местах России, но такой скверной дороги нигде не встретил. В селе Люк в мое время считалось более ста домов, но село было глухое, медвежий угол: «поп, дьячок да третий кабачок». Была и школа, земская, и я в ней учился, но недолго…

## Улицы
- 40 лет Октября улица
- Дорожная улица
- Зеленина улица
- Красная улица
- Полевая улица
- Поселковая улица
- Советская улица
- Школьная улица
- Юбилейная улица